# هالی اندرو
هالی اندرو (انگلیسی: Hollie Andrew؛ زادهٔ ۱ ژانویهٔ ۲۰۰۰) بازیگر تلویزیون، سینما و تئاتر اهل استرالیا است.
از فیلم‌ها یا برنامه‌های تلویزیونی که وی در آن نقش داشته‌است می‌توان به پشتک اشاره کرد.

## زندگی شخصی
اندرو از سال ۲۰۱۱ تا ۲۰۱۳ در لس آنجلس زندگی می‌کرد. او در سال ۲۰۱۳ پس از بازی در فیلم تونی چاق و شرکت به استرالیا بازگشت و در سال ۲۰۱۴ در گلد کوست، کوئینزلند زندگی می‌کرد.